# Референдум в Беларуси (2004)
17 октября 2004 года в Беларуси прошёл инициированный президентом Лукашенко третий в истории независимой Беларуси   республиканский референдум. Референдум был назначен указом президента от 7 сентября 2004 года № 431 и был совмещён с парламентскими выборами.

## Вопрос
Вопрос на референдум выносился один и звучал следующим образом:

Разрешаете ли Вы первому Президенту Республики Беларусь Лукашенко А. Г. участвовать в качестве кандидата в Президенты Республики Беларусь в выборах Президента и принимаете ли часть первую статьи 81 Конституции Республики Беларусь в следующей редакции: «Президент избирается на пять лет непосредственно народом Республики Беларусь на основе всеобщего, свободного, равного и прямого избирательного права при тайном голосовании»?
Оригинальный текст (бел.)Ці дазваляеце Вы першаму Прэзідэнту Рэспублікі Беларусь Лукашэнка А. Р. удзельнічаць у якасці кандыдата ў Прэзідэнты Рэспублікі Беларусь у выбарах Прэзідэнта і ці прымаеце частку першую артыкула 81 Канстытуцыі Рэспублікі Беларусь у наступнай рэдакцыі: «Прэзідэнт абіраецца на пяць гадоў непасрэдна народам Рэспублікі Беларусь на аснове ўсеагульнага, свабоднага, роўнага і прамога выбарчага права пры тайным галасаванні»?

В то же время согласно ст. 112 Избирательного Кодекса «на республиканский референдум не могут выноситься вопросы: …связанные с избранием и освобождением Президента Республики Беларусь…».

## Предварительный опрос
По результатам всебелорусского опроса общественного мнения, проведённого The Gallup Organization/Baltic Surveys в конце сентября 2004 года за изменение Конституции были готовы проголосовать 39 % опрошенных, против — 32,5 %, остальные на тот момент ещё не определились.

## Результаты
По сообщению ЦИК Беларуси за проголосовало 79,42 % (5 548 477 чел.) от числа граждан, внесённых в списки для голосования. Против одобрения вынесенного на референдум вопроса проголосовало 9,90 % (691 917 чел.) от числа граждан, внесённых в списки для голосования. Число бюллетеней, признанных недействительными, составило 67 001.
В результате референдума Александр Лукашенко получил возможность участвовать в президентских выборах неограниченное число раз (ранее конституция предусматривала только два президентских срока) и принял участие в выборах 2006, 2010, 2015, 2020 и 2025 годов.